# Магура (печера, Болгарія)
Магура — печера у Видинській області Болгарії, розташована недалеко від села Рабиша, поблизу Видина. Входить до Переліку 100 туристичних об'єктів Болгарії під № 14.

## Історія
Печера була відома і досліджена ще за часів Римської імперії і середньовіччя.

## Спелеологічний опис
Загальна довжина 3 км. Печера складається з довгих і глибоких коридорів, щоб їх повністю пройти в середньому потрібно 5 годин. Магура відома своїми сталактитами, сталагмітами і сталактонами. Найбільший сталактон має висоту 20 м і діаметр основи 4 м. Найбільший сталагміт, знайдений при дослідженні болгарських печер, з довжиною 11 м і в основі діаметром 6 м.
Протягом року в печері зберігається температура 12 °C.

## Наскельний живопис
Печера також відома 700 зразками наскельного живопису, які є одним з прадавніх зразків первісного мистецтва в Європі, унікальним на Балканах. На них зображено жіночі і чоловічі фігури, мисливці, тварини, рослини, сонце і зірки. Болгарські дослідники вважають, що тут зображений найдавніший в Європі неолітичний сонячний календар, що складається з 366 днів. Датування малюнків в печері відноситься до Бронзового століття 3100-900 років до н. е., що робить цей календар прадавнішим в Європі

## Сучасне життя

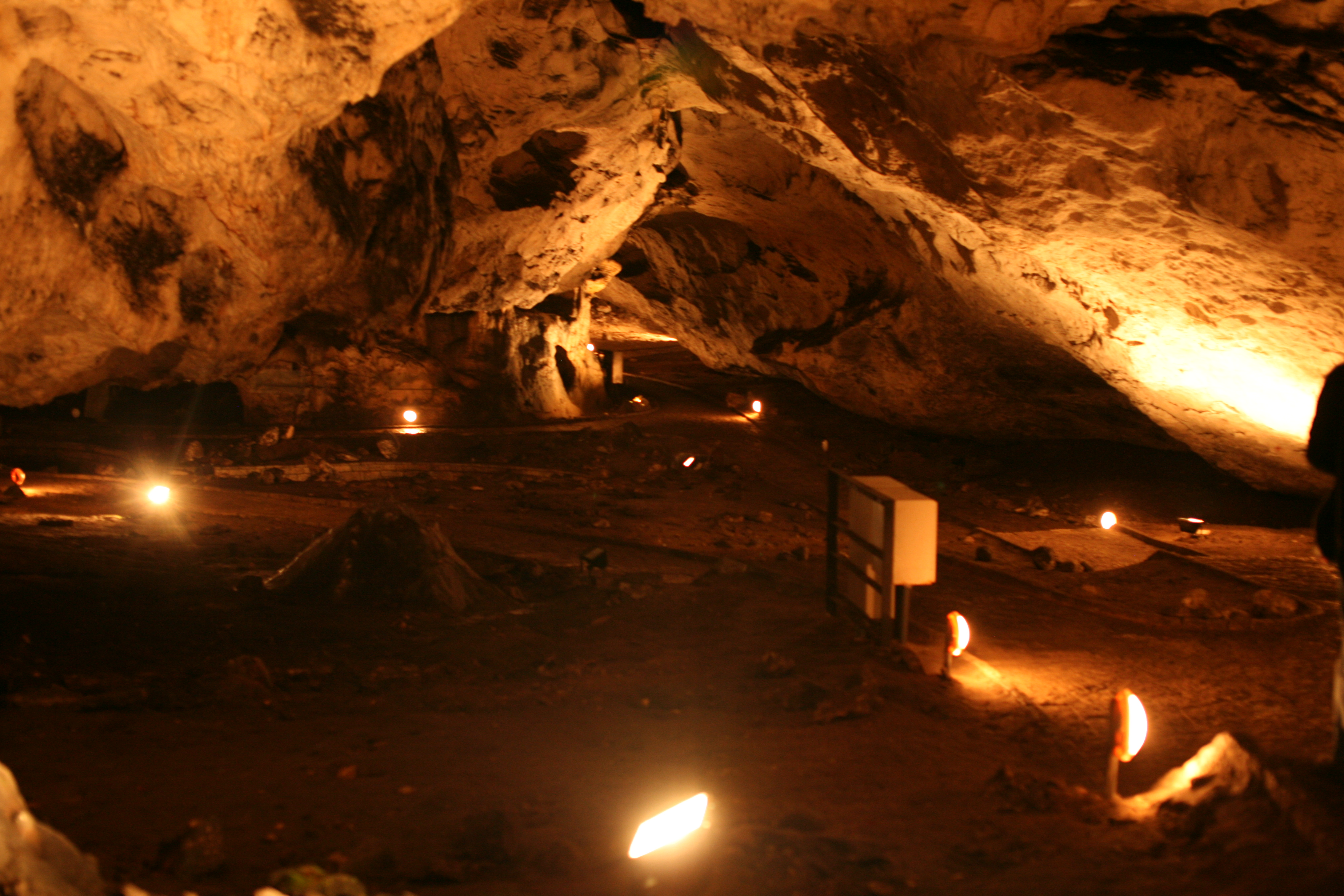
border
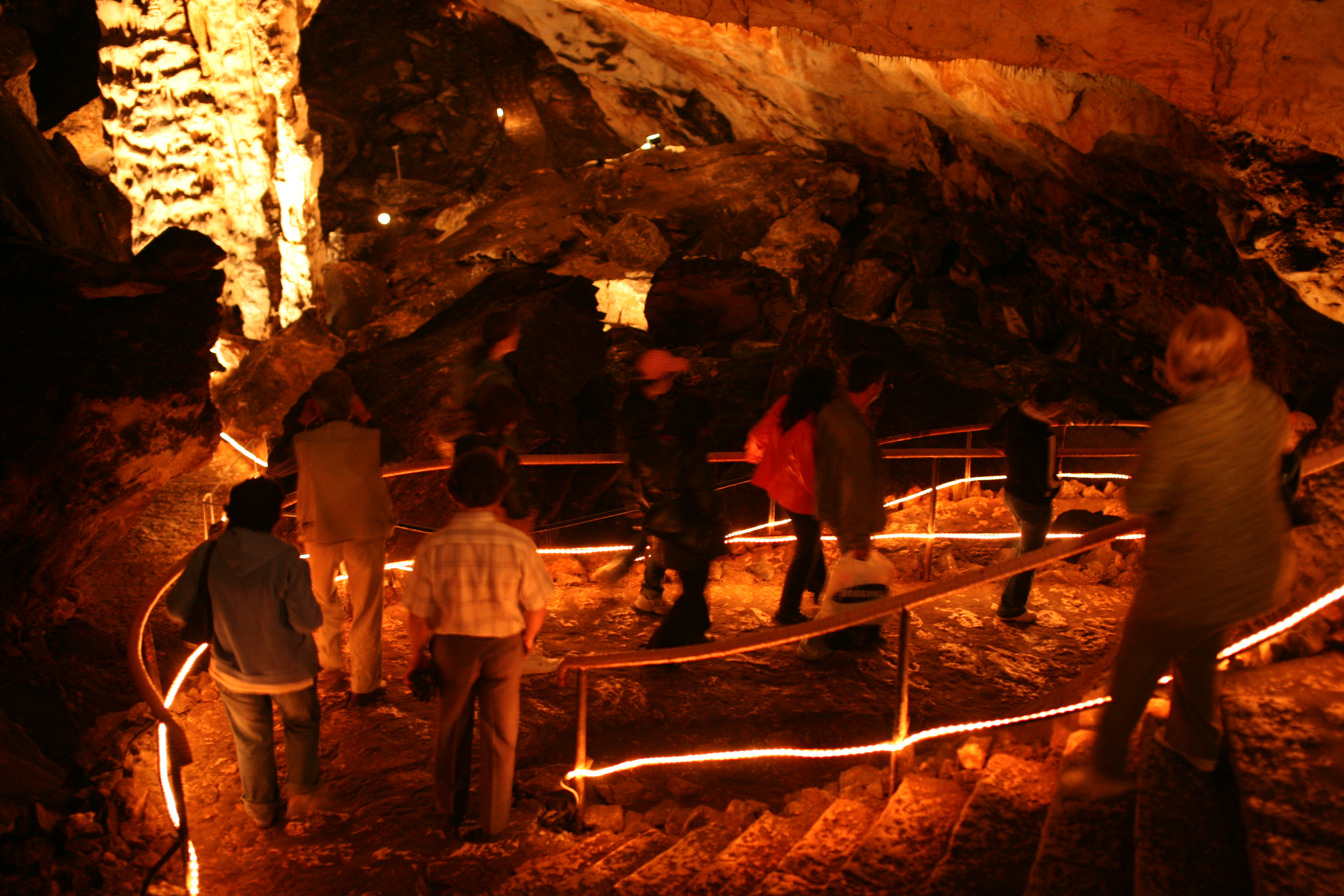
border
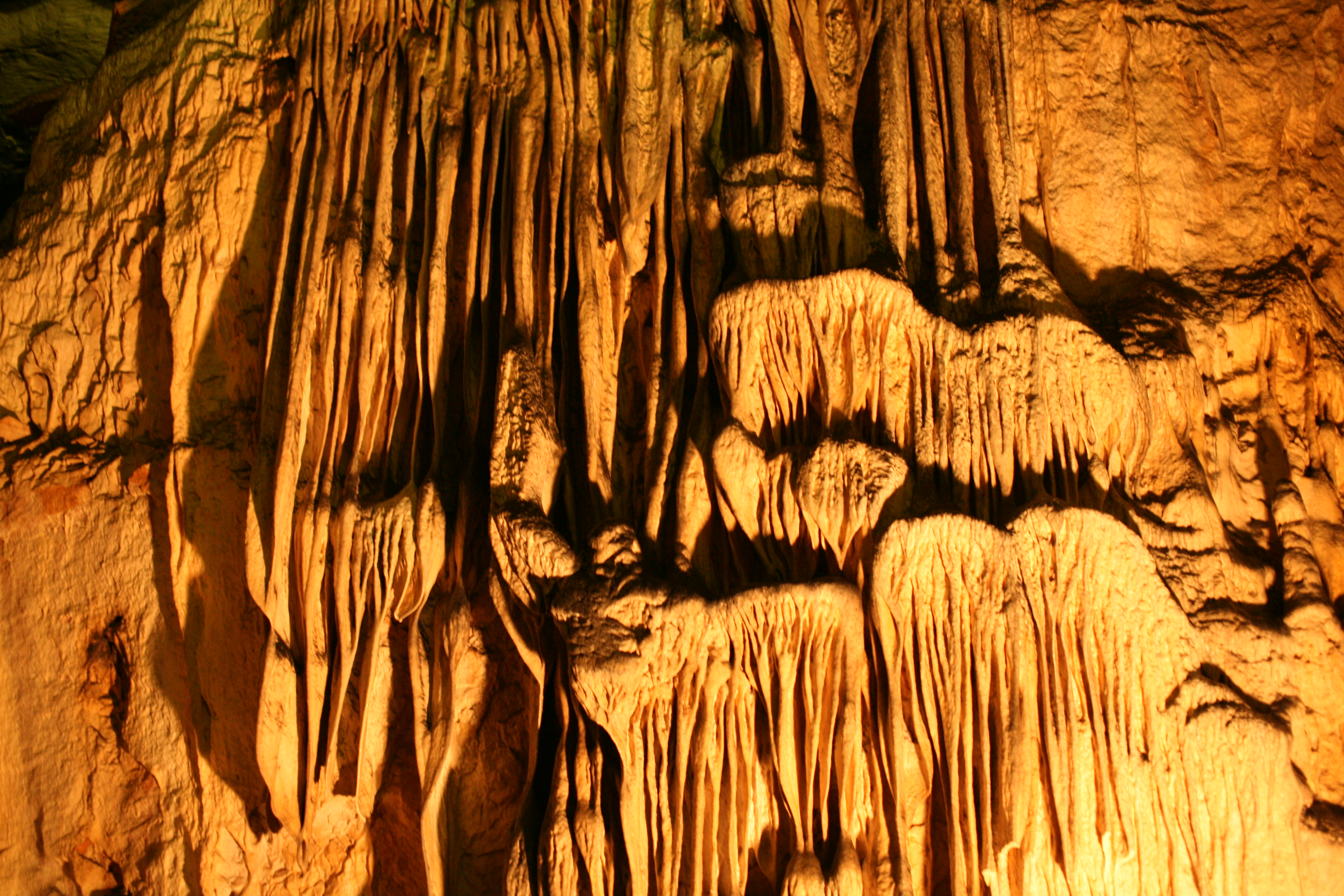
border
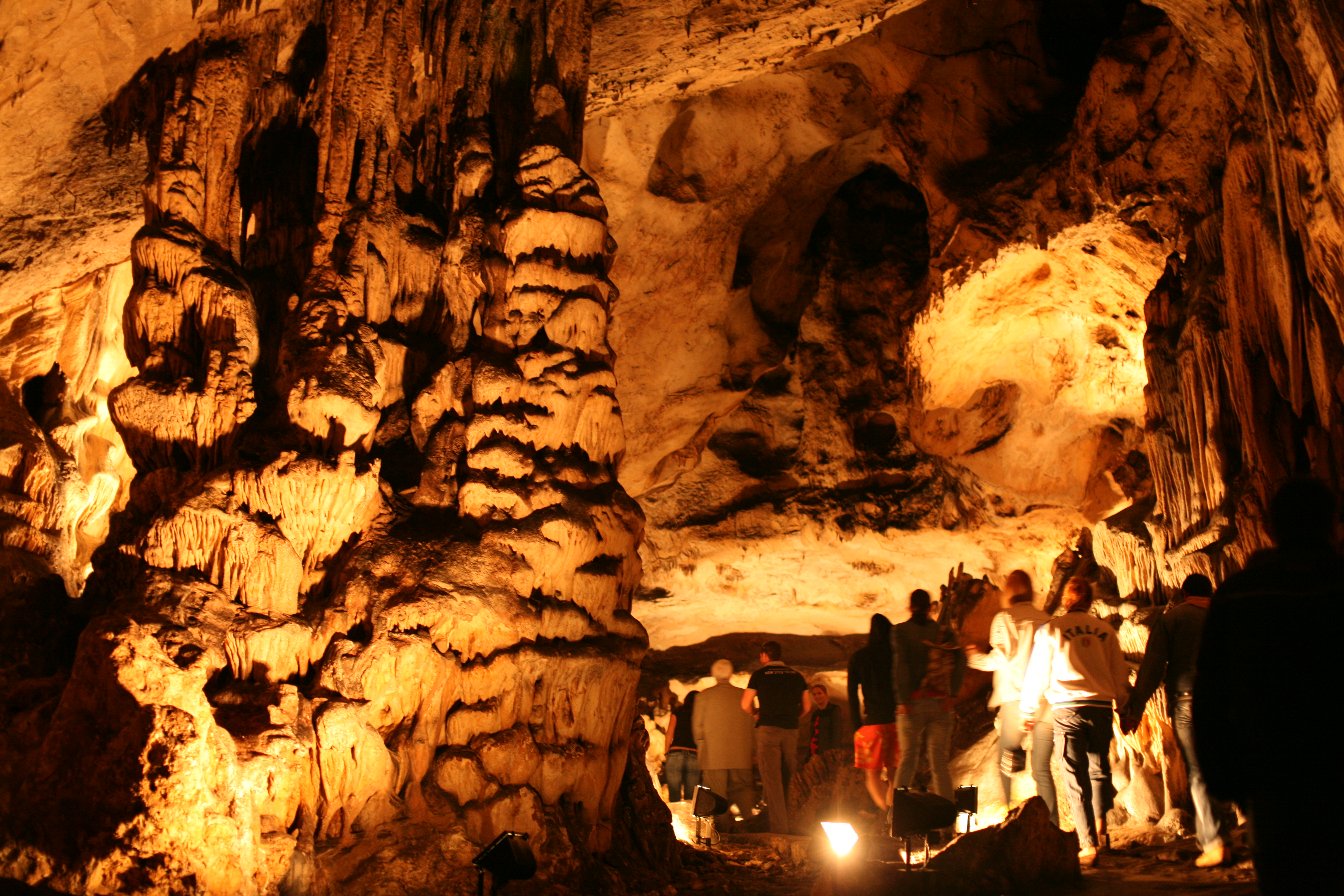
border

У печері також зберігаються вина. У найбільшому Тріумфальному залі (висота 30 м, ширина — 58, довжина — 130 м) проводяться концерти класичної музики. Для туристів створено доріжки з бильцями і освітленням.